# Желдыкара
Желдыкара (каз. Желдіқара) — село в Аягозском районе Абайской области Казахстана. Входит в состав Мынбулакского сельского округа. Код КАТО — 633471400.

## Население
В 1999 году население села составляло 341 человек (177 мужчин и 164 женщины). По данным переписи 2009 года, в селе проживало 235 человек (118 мужчин и 117 женщин).